# Pontinus rathbuni
Pontinus rathbuni är en fiskart som beskrevs av Goode och Bean, 1896. Pontinus rathbuni ingår i släktet Pontinus och familjen Scorpaenidae. Inga underarter finns listade i Catalogue of Life.